# Montserrat Grases
Montserrat Grases i García (Barcelona, 10 de julio de 1941 - Barcelona, 26 de marzo de 1959) fue una adolescente española, miembro del Opus Dei. Ha sido proclamada venerable por la Iglesia católica (2016).

## Biografía
Montserrat Grases nació en Barcelona en 1941, en una familia católica de gran religiosidad, y que contaba con ocho hijos. Después del instituto, estudió en la Escuela Profesional de la Mujer. En el segundo curso (1957-1958), ya enferma, no pudo asistir a las clases con regularidad, pero igualmente avanzó en los estudios. Aprendió a rezar en el oratorio del centro juvenil Llar del Opus Dei, en Barcelona. El 25 de diciembre de 1957 solicitó su ingreso como numeraria en el Opus Dei para santificarse en la vida ordinaria.
Durante una excursión con un grupo de amigas en La Molina, en el invierno de 1957 a 1958, se cayó. A pesar de no dar importancia a la caída fue al médico, pero el dolor siguió aumentando hasta que medio año después, en junio de 1958, le fue diagnosticada sarcoma de Ewing en la pierna, una enfermedad incurable y mortal a corto plazo. Hizo 30 sesiones diarias seguidas de radioterapia. La enfermedad le provocaba dolores intensos que asumía con fortaleza y resignación, actitud que provocó que algunos conocidos y familiares que la visitaban se acercaran también a su espiritualidad. Murió en Barcelona el 26 de marzo de 1959. Según los testigos, murió serenamente mientras decía: "Virgencita: ¡Cuánto te quiero! ¿Cuando me vendrás a buscar?".

## Causa de beatificación
La primera fase del proceso de beatificación se desarrolló en Barcelona entre 19 de diciembre de 1962 y el 26 de marzo de 1968, presidida por monseñor Gregorio Modrego, arzobispo de Barcelona. En 1974, la Congregación para las Causas de los Santos decretó la validez de los escritos, y en 1992 la de todo el proceso. La documentación fue sometida a la congregación en diciembre de 1999 para que fuera estudiada. En 2004 se trasladaron sus restos mortales a la cripta del Colegio Mayor Bonaigua en Barcelona.
El 26 de abril de 2016, el Papa Francisco, con el voto favorable de la Congregación de las Causas de los Santos, autorizó que se publique el decreto por el que se declara venerable a Montse Grases.

## Material audiovisual
- Betafilms, Montse Grases (1941-1959)Una vida sencilla, 1995. [DVD]
- Montse Grases, la alegría de la juventud
- Making Of: Tras la historia de Montse Grases